# MV Agusta 125 Motore Lungo

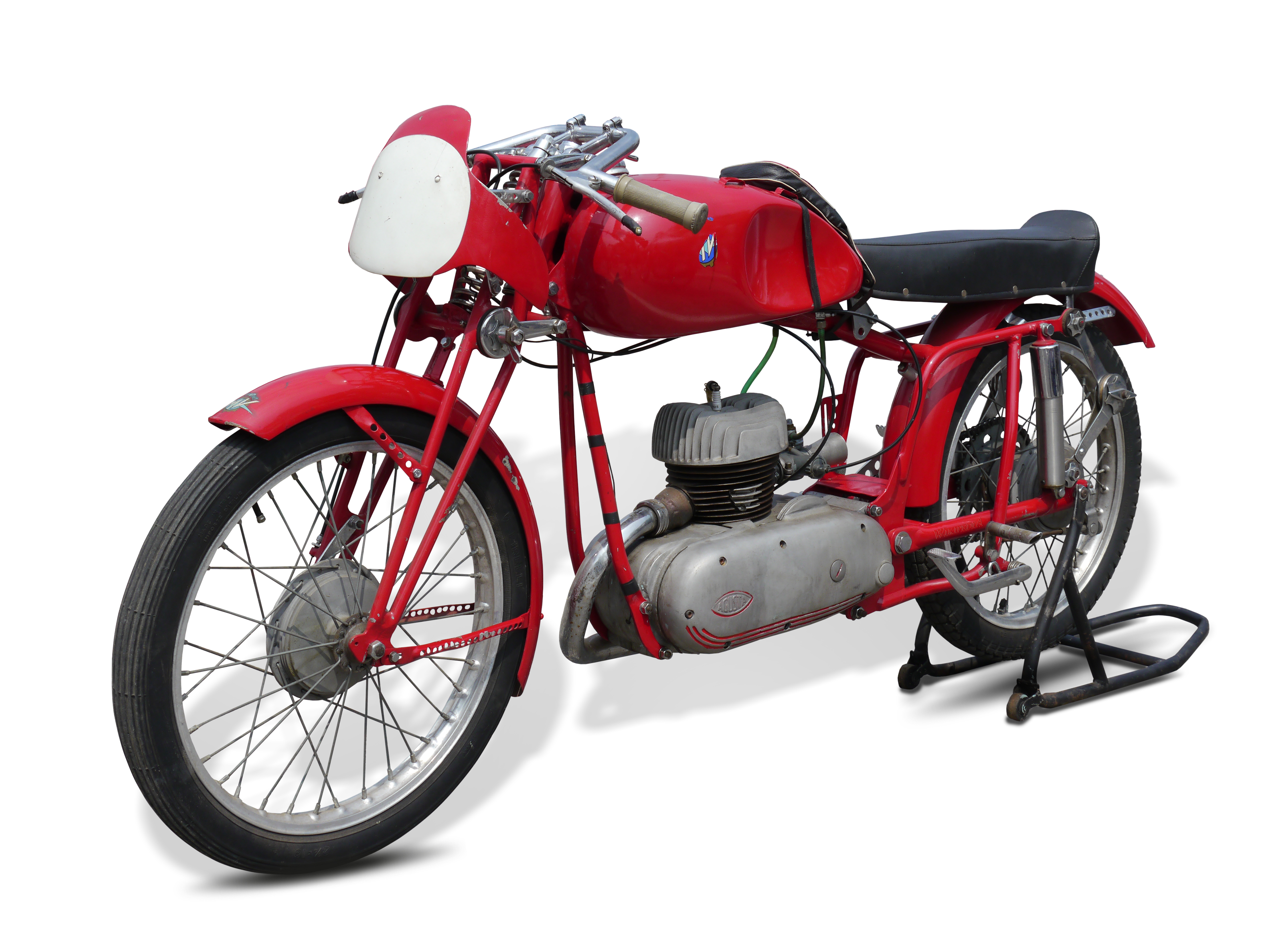
Eine MV Agusta 125 carter lungo in der Version „Competizione“ (Rennausführung)

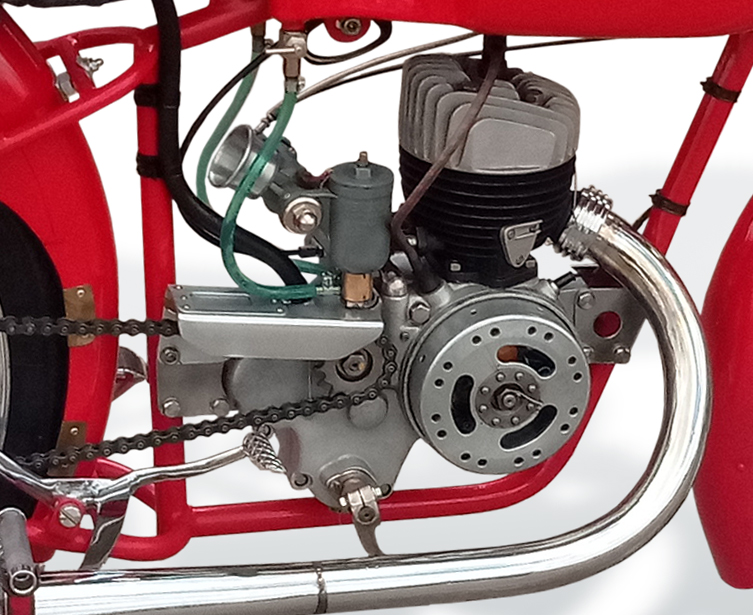
Im Vergleich: der alte 125-cm³-Zweitakt-Rennmotor mit dem kurzen Kurbelgehäuse

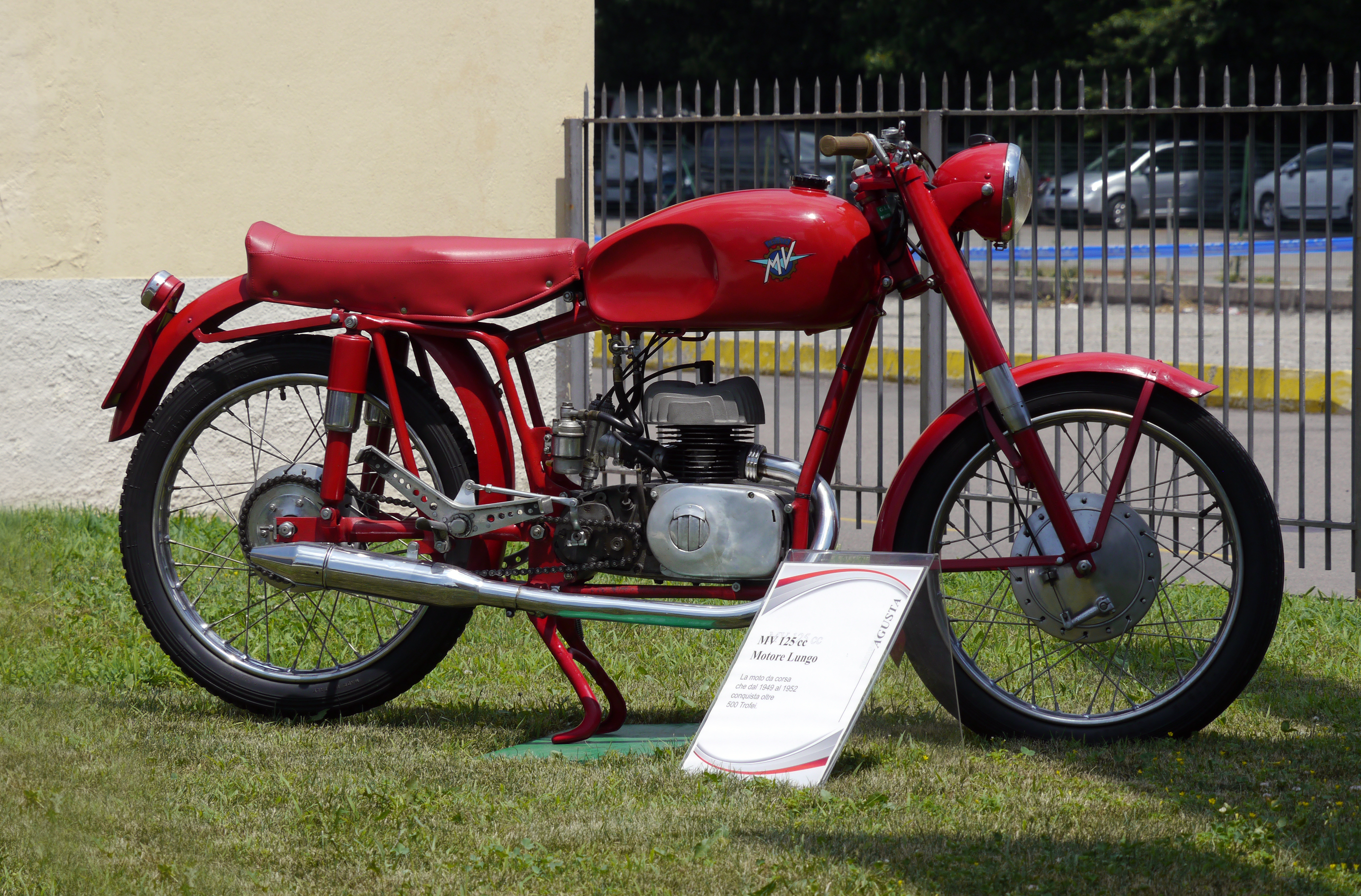
Straßenzugelassene Version der 125 Motore Lungo

Die MV Agusta 125 „Motore Lungo“ (ital.: „langer Motor“), oft auch als „Carter Lungo“ (ital.: „langes Kurbelgehäuse“) bezeichnet, war ein Motorrad mit einem 125-cm³-Zweitaktmotor, das zwischen 1950 und 1953 von dem italienischen Motorradhersteller MV Agusta hergestellt wurde. In der Version „Competizione“ (ital.: „Wettkampf“) wurde sie oft im Rennsport (auch vom Werksteam „Reparto corse“) eingesetzt. In der ebenfalls angebotenen Ausführung „Stradale“ (ital.: Straße) hatte das Motorrad eine vollständige Beleuchtungsanlage, Zweiersitzbank, Soziusfußrasten und geänderte Schutzbleche.

## Historie
Die Motore Lungo war die dritte Rennversion der 125er-Motorenserie von MV Agusta, nach der 125er „Valenza“ (mit 3-Gang-Getriebe) und der ersten 4-Gang, der 125er „TEL“ (Turismo Extra Lusso = Modell Turismo extra Luxus), die später meist als „carter corto“ (kurzes Kurbelgehäuse) bezeichnet wurde, um sie von der Nachfolgerin carter lungo unterscheiden zu können. Mit einer Leistung von (anfangs) 9 PS bei über 8000/min war das Motorrad eigentlich ein „Production Racer“ für den italienischen Straßenrennsport und erfreute sich schnell großer Beliebtheit auf nationaler Ebene. Bis 1953 konnte man die Motore Lungo erwerben, doch ab dann war die MV Agusta 125 Monoalbero für die speziell angesprochene Käuferschicht der ehrgeizigen Privatfahrer die bessere Wahl.

## Technik
Der neue Viergangmotor von 1949 hatte mit dem „Schwunglicht-Magnetzünder“ ein Handicap als Sportmotor, denn das massive Polrad wirkte einer gewünschten Drehzahlsteigerung entgegen. Also wurde eine Standmagnetzündung (von Magneti Marelli) für den neuen Motor eingeplant, und die wurde genauso untergebracht wie bei der im gleichen Jahr erschienenen 125-Bialbero-GP-Werksmaschine, nämlich vor der Kurbelwelle im speziell zu diesem Zweck entsprechend entworfenen Kurbelgehäuse. Diese Weiterentwicklung steigerte die Leistung auf 12 PS bei 9000/min. Der Name „Motore Lungo“ (ital.: „langer Motor“) leitet sich von dem nach vorn verlängerten Kurbelgehäuse ab.

## Motorsport
Die MV Agusta 125 Motore Lungo wurde mit normaler Straßenausrüstung (also Beleuchtung, Nummernschildhalterung, langer Bank und Soziusfußrasten) angeboten, wurde aber fast ausschließlich im Motorsport eingesetzt.
Die Maschine war nach ihrer Einführung auf der Rennstrecke sofort erfolgreich. Zu der dazu notwendigen Leistungsfähigkeit trug auch der nun für den reinen Sportzweck aus Rohren aufgebaute moderne Doppelschleifenrahmen mit der Teleskopgabel vorn und der Schwinge hinten mit hydraulisch gedämpften Federbeinen sowie großen Bremsen entscheidend bei.
Die Maschine war besonders in der nationalen 125-cm³-Rennklasse beliebt, wo die Kombination aus Wettbewerbsfähigkeit und niedrigem Preis besonders die Fahrer ansprach, die ihre Karriere gerade begannen. Sie wurde damit zu einem der beliebtesten Sportmotorräder der damaligen Zeit. Wegen der zunehmenden Dominanz der Viertaktmotoren im internationalen und auch im italienischen Rennsport (hier durch die direkten Konkurrenten F.B Mondial und Moto Morini) beendete MV Agusta die Produktion und konzentrierte sich auf die Weiterentwicklung ihrer Viertaktmotoren.
Mit einem angepassten Fahrwerk war die vom MV-Werksteam Reparto Corse eingesetzte „125 Motore Lungo Regolarità“ bei Offroad-Wettbewerben (z. B. Six Days) mit insgesamt 70 Siegen äußerst erfolgreich.

## Technische Daten
Anmerkung: Bei abweichenden Informationen im Internet wurden die Daten aus der vorliegenden Literatur eingesetzt.
| Motor                        | Motor                                           |
| ---------------------------- | ----------------------------------------------- |
| Bauart                       | 1 Zylinder; 2-Takt; 6%iges Gemisch; luftgekühlt |
| Hubraum                      | 123,5 cm³                                       |
| Bohrung × Hub                | 53 × 56 mm                                      |
| Verdichtung                  | 9 : 1                                           |
| Vergaser                     | Vergaser Dell’Orto SS 25 A                      |
| Antrieb                      |                                                 |
| Kupplung                     | Ölbadlamellenkupplung                           |
| Getriebe                     | 4 Gänge                                         |
| Antrieb primär/sek.          | Zahnräder/Kette                                 |
| Elektrik                     |                                                 |
| Zündung                      | Magnet                                          |
| Spannung                     | k. A.                                           |
| Lichtmaschine                | k. A.                                           |
| Leistung                     |                                                 |
| Leistung                     | 9 PS bei 8000/min – später: 12 PS bei 9000/min  |
| Höchstgeschwindigkeit        | 120 km/h                                        |
| Rahmen und Maße              |                                                 |
| Rahmen                       | Rohr, geschlossene Doppelschleife               |
| Radstand                     | 1300 mm                                         |
| Länge                        | k. A.                                           |
| Breite                       | k. A.                                           |
| Gewicht                      | 95 kg (trocken)                                 |
| Tankinhalt                   | 14 Liter                                        |
| Verbrauch                    | 4 l/100 km                                      |
| Federung, Reifen und Bremsen |                                                 |
| Radaufhängung vorne/hinten   | Teleskopgabel/Schwinge mit Reibungsdämpfern     |
| Räder vorne/hinten           | Stahlfelgen, Stahlspeichen 2,50 × 19″           |
| Reifen vorne/hinten          | 2,75 x 19                                       |
| Bremsen vorne/hinten         | Trommel, 190 mm/160 mm                          |

Quelle: